# Грусье, Артур
Артур Грусье (фр. Arthur Groussier) (18 августа 1863 года, Орлеан — 6 февраля 1957 года, Анген-ле-Бен) — инженер, французский политик, профсоюзный деятель, масон — великий мастер Великого востока Франции.

## Биография

### В молодости
В 1878 году Артур Грусье начал учиться в Национальной высшей школе искусств и ремёсел в Анже, где он был блестящим студентом. По окончании школы он получил диплом инженера-механика. Затем он переехал в Париж, где познакомился с Жюли Ру, от которой у них родился ребёнок. Имея свободные принципы они так и не вступили в законный брак, но Жюли оставалась его женой до самой своей смерти в 1918 году.

### Профсоюзное движение и политика
Артура Грусье заинтересовали социальные проблемы и условия улучшения труда. С 1890 по 1893 годы он был генеральным секретарём «Национальной федерации металлистов», которая позже стала называться «Всеобщей конфедерацией труда» (ВКТ).
Вскоре его взгляды и убеждения начинают меняться в сторону от воинствующего профсоюзного движения к социализму, и он присоединяется к «Социалистической федерации рабочих Франции». В 1893 году он был избран в 10-м округе Парижа от «Революционной социалистической рабочей партии» (РСРП). В 1885 году он принял участие в забастовке в Кармо, и против него и Жана Жореса было возбуждено уголовное дело за «ограничения свободы на работу».
Он участвовал в 1896 году в создании «Революционно-коммунистического альянса», который реформировался в 1902 году в «Социалистическую партию Франции» — одну из двух организаций, которая участвовала в создании Французской секции Рабочего интернационала (ФСРИ) в 1905 году.
Он 6 раз избирался депутатом Национального собрания Франции: 1893—1898, 1898—1902, 1906—1910, 1910—1914, 1914—1919, 1919—1924. Победил в 1902 году, и в 1906 году от ФСРИ. В 1924 и 1928 годах он уходил из активной политики.
Во время активного участия в политике, он способствовал социальной эволюции и участвовал в разработке многих законов, таких как: коллективные договоры, несчастные случаи, здоровье и безопасность, организация труда, трудовые договоры, суды по трудовым спорам. Его главным достижением является внедрение Трудового кодекса. Он был президентом Комиссии труда и вице-президентом палаты в 1917 году.
Его прах был помещен в колумбарий кладбища Пер-Лашез в место № 6380.

## Масонство
Артур Грусье был посвящён в 1885 году в ложе «Освобождение» Великого востока Франции. Он также был аффилирован в ложу «Благотворительность и прогресс». В 1907 году он был избран в Совет ордена ВВФ, где оставался до Второй мировой войны. В 1925 году он стал президентом Совета ордена ВВФ, то есть, великим мастером. Его полномочия великого мастера были прерваны в 1940 году правительством Виши, и возобновлены в 1944—1945 годах. Ему было тогда 82 года, и он почти ослеп, но по прежнему был очень активен в масонстве.
С 1927 по 1930 год, Артур Грусье был председателем в Международной масонской ассоциации.
Его масонская деятельность была весьма значительной для ВВФ и французского масонства. Именно он в начале войны выступит за возвращение к истокам Французского устава. Текст, подготовленный под руководством Артура Грусье и принятый в 1938 году, ознаменует в 1955 году начало возвращения символизма в ритуале проведения конвента Великого востока Франции. Сам ритуал будет назван в честь Грусье — Французским уставом Грусье.

## Награды
- Офицер ордена Почётного легиона (23 октября 1952 года)[4]

## Память
- Самый большой из храмов Великого востока Франции расположенный в штаб-квартире послушания на улице Каде, в Париже, носит его имя. Он используется для проведения публичных лекций и специальных мероприятий.
- Улица в 10-м округе Парижа, недалеко от больницы Сен-Луи, носит его имя.
- Улица в городе Бонди возле больницы Жана Вердье также носит его имя.